# Горні Петровці
Горні Петровці (словен. Gornji Petrovci) — поселення в общині Горні Петровці, Помурський регіон, Словенія. Висота над рівнем моря: 282,8  м.